# Windows Live Spaces
Windows Live Spaces (conocido anteriormente como MSN spaces) fue uno de los servicios que ofrecía Windows Live como plataforma para blogs. El sitio fue publicado en diciembre de 2004 bajo el nombre de MSN Spaces para competir con otros sitios. Desde agosto de 2007 Windows Live Spaces recibe 27 millones (27,000,000) de visitantes al mes, ubicándolo en el segundo puesto en el ranking de redes sociales. En octubre de 2010 decidió cerrarse y brindar a los usuarios la capacidad de migrar sus contenidos de Spaces a WordPress

## Funcionalidad básica
Funcionalidades básica que tenía Windows Live Spaces:
- Blogs - incluida la compatibilidad con comentarios, trackbacks y RSS
- Fotos - incluida la compatibilidad de agrupación por álbum, comentarios y RSS
- Listas - incluidas las listas de música, listas de Movie, listas de libro y soporte para RSS
- amigos - incluyendo las etiquetas y notas sobre amigos y soporte para RSS
- perfil - incluyendo información básica, información personal (llevamos a no pública), trabajo info y la información social
- libro - para los visitantes a hacer comentarios sobre el espacio

## Gadgets
Varios "gadgets" estaban disponibles para los usuarios de Windows Live Spaces y permitían una mayor personalización.

## MSN Spaces a Windows Live Spaces
MSN Spaces fue una Social Networking de Microsoft. El sitio se lanzó a principios de diciembre de 2004 con el objetivo de permitir a sus usuarios llegar a otras personas mediante la publicación de sus pensamientos, fotos e intereses de una manera fácil y atractiva. Con este objetivo, MSN Spaces se encontraba compitiendo con servicios similares, como MySpace y Yahoo! 360°.
Los usuarios de MSN Spaces recibieron más de 100 temas variados y varios diseños de página diferentes para elegir al diseñar su espacio. Los usuarios también tuvieron la opción para establecer los derechos de acceso para los visitantes basado en la relación entre ellos (por ejemplo, amigos, familia etc.).
La dirección URL de todos los miembros de MSN Spaces se trasladaron con la marca Windows Live. (Ejemplo - thespacecraft.spaces.msn.com se trasladó a thespacecraft.spaces.live.com)

## Compatibilidad con RSS
Windows Live Spaces admitía una serie de fuentes RSS para contenido de un usuario públicamente compartida.
- Principal feed: /feed.rss - 20 entradas de blog más fotos y listas (ex: http://thespacecraft.spaces.live.com/feed.rss)
- Blog feed: /blog/feed.rss - 50 entradas de blog (ex: http://thespacecraft.spaces.live.com/blog/feed.rss)
- Foto álbumes feed: /photos/feed.rss - álbumes de fotos (ex: http://thespacecraft.spaces.live.com/photos/feed.rss (enlace roto disponible en Internet Archive; véase el historial, la primera versión y la última).)
  - Álbum de fotos: /photos/Album_ID/feed.rss - fotos de un álbum específico (ex: http://thespacecraft.spaces.live.com/photos/cns!8AA773FE0A12B9E3!3591/feed.rss (enlace roto disponible en Internet Archive; véase el historial, la primera versión y la última).)
- Listas feed: /lists/feed.rss - (ex: http://thespacecraft.spaces.live.com/lists/feed.rss)
- Amigos feed: /friends/feed.rss - amigos (ex: http://thespacecraft.spaces.live.com/friends/feed.rss)

- Datos: Q876646